# Bèumont (Alta Viena)
Beu Mont [bjaw mũ] (en francès Beaumont-du-Lac) és un municipi francès situat al departament de l'Alta Viena i a la regió de la Nova Aquitània.

## Demografia
| 1962                                       | 1968 | 1975 | 1982 | 1990 | 1999 | 2007 |
| ------------------------------------------ | ---- | ---- | ---- | ---- | ---- | ---- |
| 140                                        | 179  | 156  | 149  | 129  | 132  | 158  |
| Des de 1962: població sense dobles comptes |      |      |      |      |      |      |

## Administració
| Període   | Identitat         | Partit |
| --------- | ----------------- | ------ |
| 1990-1995 | Michel Faure      |        |
| 1995-1998 | Georges Peyratou  |        |
| 1998-2008 | Jacqueline Lamour |        |
| 2008-     | Jacques Hanicot   |        |